# Puchar Świata w skokach narciarskich w Oberwiesenthal
Puchar Świata w skokach narciarskich w Oberwiesenthal odbył się dwukrotnie - w sezonie 1985/86 i 1986/87. Miano go też rozegrać w sezonach 1979/80 i 1990/91, ale zawody zostały odwołane. Oba rozegrane konkursy wygrał Ernst Vettori, ale pierwszą wygraną podzielił ze skoczkiem gospodarzy - Ulfem Findeisenem. W tych samych zawodach Polak Zbigniew Malik zajął 7. miejsce. Po odwołaniu trzeciego konkursu nie planowano już tu rozgrywać PŚ.

## Medaliści konkursów PŚ w Oberwiesenthal
| Lp | Data             | Skocznia            | K   | Uwagi | 1 miejsce                   | 2 miejsce      | 3 miejsce   |
| -- | ---------------- | ------------------- | --- | ----- | --------------------------- | -------------- | ----------- |
| 1. | 5 kwietnia 1980  | Fichtelbergschanzen | K90 | -     | odwołany                    | odwołany       | odwołany    |
| 2. | 6 kwietnia 1980  | Fichtelbergschanzen | K90 | -     | odwołany                    | odwołany       | odwołany    |
| 1. | 19 stycznia 1986 | Fichtelbergschanzen | K90 | -     | Ulf Findeisen Ernst Vettori | -              | Ingo Lesser |
| 2. | 14 stycznia 1987 | Fichtelbergschanzen | K90 | -     | Ernst Vettori               | Hroar Stjernen | Jiří Parma  |
| 3. | 11 stycznia 1991 | Fichtelbergschanzen | K90 | -     | odwołany                    | odwołany       | odwołany    |